# Maria Bello
Maria Elena Bello (Norristown, Pensilvania, 18 de abril de 1967) es una actriz estadounidense, conocida por sus papeles en películas como Coyote Ugly, Conociendo a Jane Austen, Permanent Midnight, Gracias por fumar, A History of Violence, Payback y La momia: la tumba del emperador Dragón, y por su papel como la Dra. Anna Del Amico en la serie ER.

## Primeros años
Bello nació en Norristown, Pensilvania, hija de Kathy, maestra y enfermera de escuela, y Joe Bello, un contratista. Es de ascendencia italiana por parte de su padre y polaca por parte de su madre. Creció en una familia católica de clase obrera y se graduó en la Archbishop Carroll High School (de Radnor, Pensilvania). Después de la secundaria asistió a la Universidad Villanova, para estudiar ciencias políticas. Tenía intenciones de ser abogada, pero, solo por diversión asistió a clases de actuación durante su último año. Poco después fue elegida para actuar en obras off-Broadway, como The Killer Inside Me, Small Town Gals With Big Problems y Urban Planning. Más tarde trabajaría como invitada en episodios de series de televisión como The Commish (1991), Nowhere Man (1995), Misery Loves Company (1995) Due South (1994) y ER (1997–98).

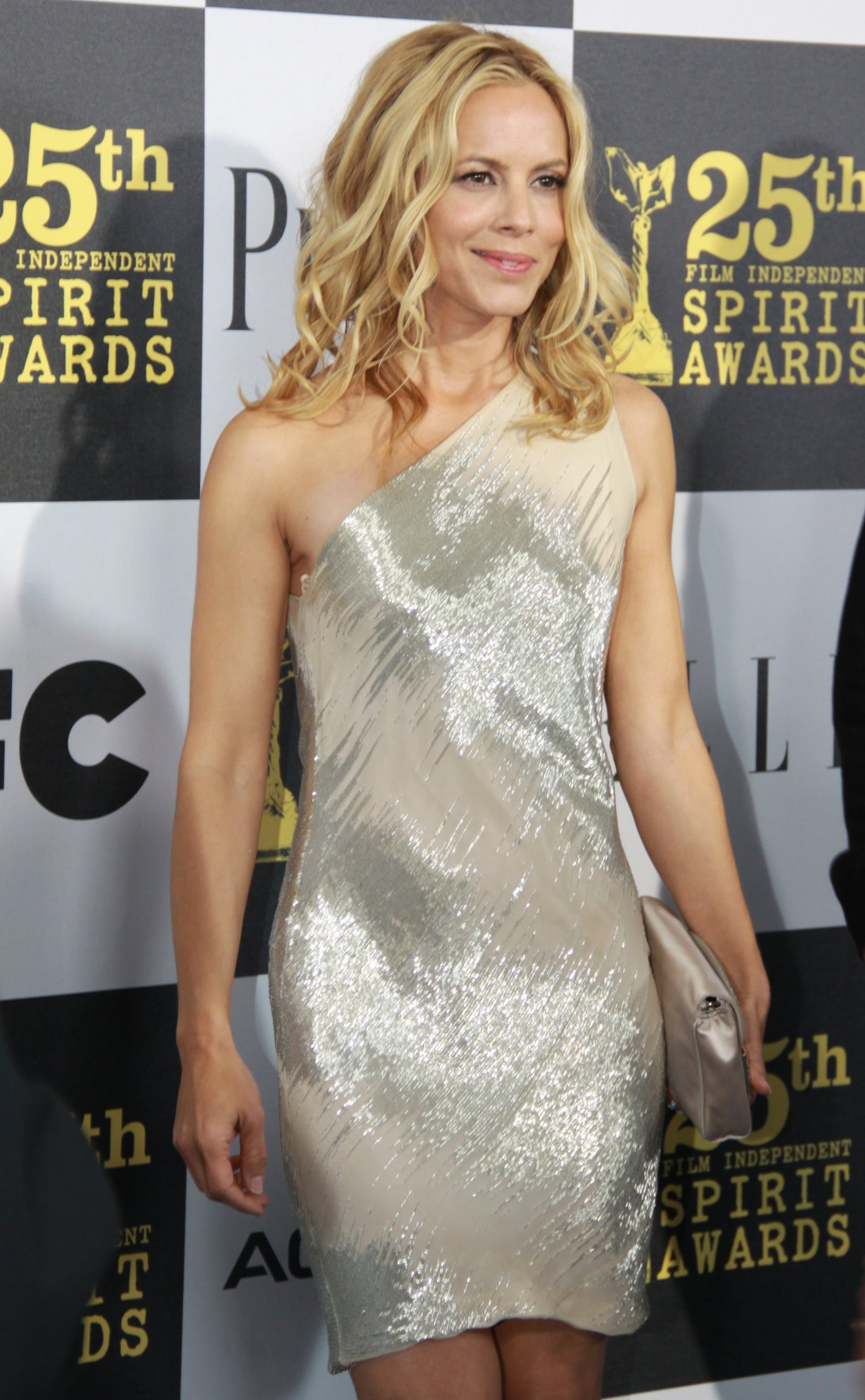
Maria Bello en los Independent Spirit Awards de 2010.

## Carrera
Uno de sus primeros grandes pasos como actriz fue cuando los productores Kerry Lenhart y John J. Sakmar le dieron el papel de Mrs. Smith en la serie de espías Mr. & Mrs. Smith, que sería cancelada después de sólo ocho semanas al aire. Luego llegó un breve papel como invitada en ER, interpretando a la Dra. Anna Del Amico, actuando en los últimos tres episodios de la tercera temporada. Bello permaneció en la serie durante una temporada como miembro habitual del reparto y abandonó después de la cuarta temporada.
Una de sus primeras incursiones en el cine fue con un rol en Coyote Ugly (2000). Ha sido nominada al premio Globo de Oro en dos ocasiones: como mejor actriz de reparto por The Cooler (2003) y como mejor actriz por A History of Violence (2005). También protagonizó Conociendo a Jane Austen, interpretando a Jocelyn. Interpretó a Evelyn en La momia: la tumba del emperador Dragón, en reemplazo de la actriz británica Rachel Weisz, quien hizo este papel en las dos anteriores películas. Interpretó a la Dra. Jackeline "Jack" Sloane en la serie NCIS (serie de televisión), durante 4 temporadas, entre 2017 y 2021.

## Vida privada
Maria Bello es bisexual declarada, asumida. El 29 de noviembre de 2013, admitió que mantenía una relación sentimental con una mujer a través de un artículo publicado en el periódico The New York Times. Se comprometió en París en diciembre de 2019 con la  chef francesa Dominique Crenn.

## Filmografía
- Maintenance (1992)
- Doble vida (1998)
- Payback (1999)
- Coyote Ugly (2000)
- Sam the Man (2000)
- China: The Panda Adventure (2001)
- The Cooler (2003)
- La ventana secreta (2004)
- Gracias por fumar (2005)
- The Dark (2005)
- A History of Violence (2005)
- Asalto al Distrito 13 (2005)
- Flicka (2006)
- World Trade Center (2006)
- Butterfly on a Wheel (2007)
- The Jane Austen Book Club (2007)
- La momia: la tumba del emperador Dragón (2008)
- The Yellow Handkerchief (2008)
- The Private Lives of Pippa Lee (2009)
- Downloading Nancy (2009)
- The Company Men (2010)
- Grown Ups (2010)
- Carjacked (2011)
- Abduction(Sin salida) (2011)
- Touch (2012-2013)
- Prisoners (2013)
- Grown Ups 2 (2013)
- Big Driver, USA  (2014)
- Demonic (2015)
- McFarland, USA (2015)
- The Late Bloomer (2016)
- Lights Out (2016)
- La quinta ola (2016)
- La mujer rey (2022)[11]

## Premios

### Globos de Oro
| Año  | Categoría                                 | Película              | Resultado |
| ---- | ----------------------------------------- | --------------------- | --------- |
| 2004 | Globo de Oro a la mejor actriz de reparto | The Cooler            | Nominada  |
| 2006 | Globo de Oro a la mejor actriz - Drama    | A History of Violence | Nominada  |

### Satellite Awards
| Año  | Categoría                       | Película              | Resultado |
| ---- | ------------------------------- | --------------------- | --------- |
| 2005 | Mejor Actriz de reparto - Drama | A History of Violence | Candidata |